# Сутеска
Сутеска је тврђава која се налази код села Грабовци, недалеко од Јагодине. Данас има остатака тврђаве.